# Cardiospermum halicacabum
Cardiospermum halicacabum es una especie de planta trepadora perteneciente a la familia de las sapindáceas. Es una de las Diez Flores Sagradas de Kerala.

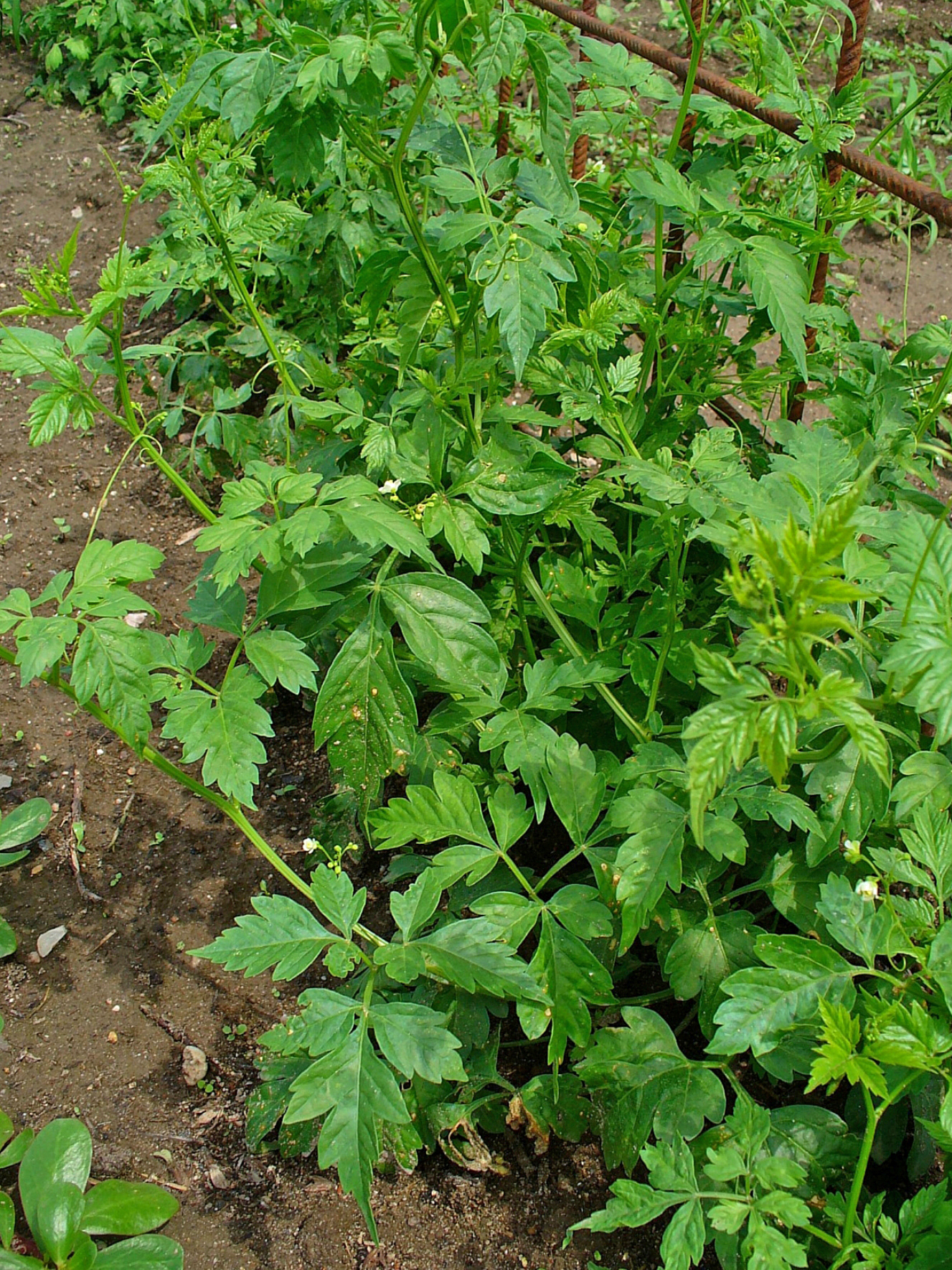
Vista de la planta.

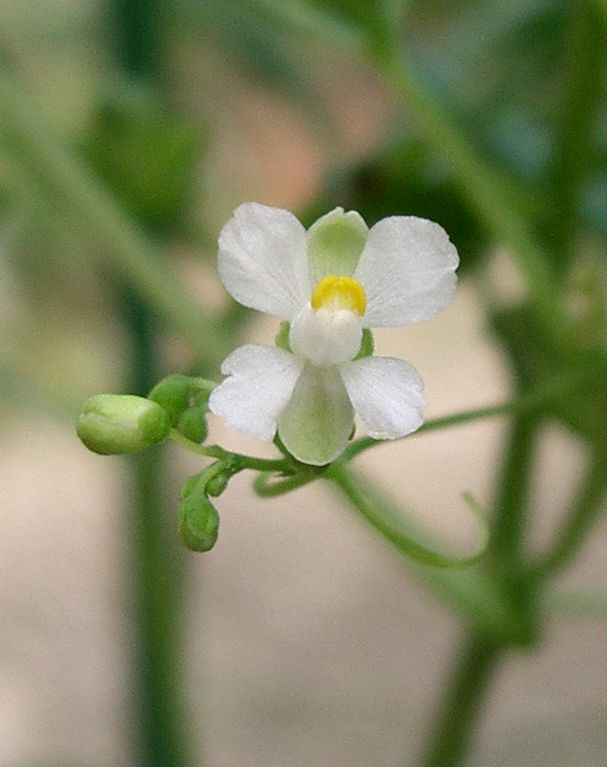
Flor.

## Descripción
Son plantas trepadoras herbáceas, pequeñas o grandes; con tallos 5–6 acostillados, glabros o puberulentos. Folíolos ovados a oblongos o lanceolados, 2–8 cm de largo y 1–2.5 cm de ancho, agudos a acuminados en el ápice, margen profundamente inciso-dentado, glabros o pubescentes, folíolo terminal peciolulado, los laterales cortamente peciolulados a sésiles; pecíolo 1–1.8 cm de largo, estípulas lanceoladas, 1 mm de largo. Inflorescencia de tirsos umbeloides largamente pedunculados, en los zarcillos, flores hasta 4–5 mm de largo, glabras; sépalos pubescentes; disco con 2 glándulas suborbiculares conspicuas. Fruto subgloboso, 3–4 cm de largo, 3-lobado, membranáceo, pubescente; semillas 3–5 mm de diámetro, negras, arilo cordiforme.

## Distribución
Es una especie ocasional a frecuente, que se encuentra en áreas alteradas, en todo el país; 0–2000 m; fl jul–dic, fr ago–mar; desde el sur de Estados Unidos a Sudamérica, las Antillas y en los trópicos del Viejo Mundo. Está estrechamente relacionada con Cardiospermum microcarpum.

## Propiedades
En Michoacán utilizan esta planta contra la diarrea y en el Estado de México, en enfermedades de los ojos. Además se le atribuyen propiedades diuréticas y sudoríficas.
En Durango la aconsejan para curar "tacotillos" (grano enterrado o forúnculo que se localiza principalmente en el hueco axilar o ano-valvar). El tratamiento consiste en hervir toda la planta y con la cocción lavar la parte afectada, también se colocan emplastos de la misma planta.

## Taxonomía
Cardiospermum halicacabum fue descrita por Carlos Linneo y publicado en Species Plantarum 366–367. 1753.
Etimología
Cardiospermum: nombre genérico que deeriva de las palabras cardio = "corazón" y sperma = "semilla".
halicacabum: epíteto que deriva del griego: αλικακαβοç que significa "una hierba que cura el dolor de vejiga".
Sinónimos
- Cardiospermum acuminatum Miq.
- Cardiospermum corycodes Kunze
- Cardiospermum corycodes Kuntze
- Cardiospermum glabrum Schumach. & Thonn.
- Cardiospermum inflatum Salisb.
- Cardiospermum luridum Blume
- Cardiospermum moniliferum Sw. ex Steud.
- Cardiospermum pumilum Blume
- Cardiospermum truncatum A.Rich.
- Corindum halicacabum (L.) Medik.
- Physalis corymbosa Noronha
- Physalis halicacabum Noronha[7]

## Nombres comunes
- bombitas, farolillos de enredadera, en Chile recibe el nombre común de "Amor en Bolsa".[8]